# Agrupació Cor Madrigal
L'Agrupació Cor Madrigal és una família coral fundada pels cors Cor Madrigal, L'Esquellerinc, Cor Albada, Cor Ariadna i Cor Sîgnum. Va ser constituïda legalment l'any 1987.

## Els cors

### Cor Madrigal
El Cor Madrigal va ser fundat el 1951 a Barcelona per Manuel Cabero i Vernedas. Després d'una fase d'inactivitat entre el 1981 i el 1992, va obrir una nova etapa amb la incorporació de Mireia Barrera com a codirectora. A partir del 1993 en va assolir la direcció. A partir d'aquesta data, el cor ha intensificat les seves activitats i actuacions. Des del setembre del 2019, Pere Lluís Biosca n'assumeix la direcció. És una de les formacions corals més reconegudes de Catalunya.

### L'Esquellerinc
El Cor l'Esquellerinc és un cor infantil de veus blanques fundat el 1965 pels membres de l'Agrupació Cor Madrigal amb la finalitat de fer gaudir de la música als infants mitjançant el cant coral. L'edat dels cantaires va dels 5 als i 18 anys. Actualment, el cor és dirigit per Manel Cubeles. El cor és membre fundador del Secretariat de Corals Infantils de Catalunya, creat el 1967 i participa en les trobades que aquesta entitat organitza. El seu objectiu és servir de mitjana perquè els infants completin la seva formació tant personal com musical.

### Cor Albada
Les generacions que es van formar a L'Esquellerinc van continuar la seva trajectòria amb la fundació del Cor Albada el 1967 per Maria Drets. Inicialment concebut com a cor de veus blanques, el curs 1971-1972 va obrir les portes a nois i va esdevenir un cor mixt d'adolescents i joves. El Cor Albada és membre fundador de la Federació de Corals Joves de Catalunya i de la Federació Catalana d'Entitats Corals. El cor ha estat dirigit per Jordi Climent, Ramón Tomàs, Maria Drets, Lucho Talisa, Joan Cabero, Margarida Barbal, Eulàlia Valls, Manuel Cabero, Xavier Nogué, Esteve Nabona, Pablo Larraz i Josep Miquel Mindán. Actualment, el director és Esteve Costa.

### Cor Ariadna
L'any 1973 es fundava el Cor Ariadna per Montserrat Bonet, inicialment pensat com a cor jove. Actualment, el cor ja no limita l'entrada exclusivament als joves d'una edat determinada. El cor és membre de la Federació Catalana d'Entitats Corals. El cor ha estat dirigit per Montserrat Bonet, Mireia Barrera, Xavier Puig, Gemma Tatay, Júlia Sesé, Xavier Garcia Cardona i Rodrigo Cob. A partir del setembre del 2022, la directora titular és de nou Gemma Tatay.

### Cor Sîgnum
El 1981 Maria Drets va fundar el Cor Sîgnum, que aplegava pares i familiars dels nens de L'Esquellerinc. Actualment el cor és obert a tothom. El cor també és membre de la Federació Catalana d'Entitats Corals. El cor ha estat dirigit des de la seva fundació fins a 1992 per Maria Drets. Des de 1992 a 2003 es fa càrrec de la direcció Montserrat Bonet. A partir de 2004, el cor és dirigit per Jordi Marin.